# Celălalt (film)
A nu se confunda cu Celălalt (film argentinian din 2007).
Celălalt este un film românesc de scurt metraj din 2007 regizat de Dorin Moldoveanu cu Andrei Runcanu în rolul principal.

## Actori
- Andrei Runcanu
- Cornelia Pavlovici
- Mircea Constantinescu